# Курмансайський сільський округ
Курманса́йський сільський округ (каз. Құрмансай ауылдық округі, рос. Курмансайский сельский округ) — адміністративна одиниця у складі Мартуцького району Актюбінської області Казахстану. Адміністративний центр — село Курмансай.
Населення — 487 осіб (2021; 940 у 2009, 1514 у 1999, 1892 у 1989).
Станом на 1989 рік існувала Степановська сільська рада (села Єфремовка, Новодонці, Степановка, Чайда). Село Карагансай було ліквідовано 2012 року, село Торайгир — 2019 року.

## Склад
До складу округу входять такі населені пункти:
| Населений пункт    | Колишні назви            | Населення, осіб (1989) | Населення, осіб (1999) | Населення, осіб (2009) | Населення, осіб (2021) |
| ------------------ | ------------------------ | ---------------------- | ---------------------- | ---------------------- | ---------------------- |
| Єгізата, село      | Новодонці, Новодонецький | 202                    | 284                    | 181                    | 89                     |
| Курмансай, село    | Степановка               | 1001                   | 552                    | 393                    | 334                    |
| --Карагансай, село | Єфремовка                | 280                    | 151                    | 32                     | --                     |
| --Торайгир, село   | Черемушки                | -                      | 149                    | 95                     | --                     |
| Шанди, село        | Чайда                    | 409                    | 378                    | 239                    | 64                     |